# Лушников, Владимир Петрович

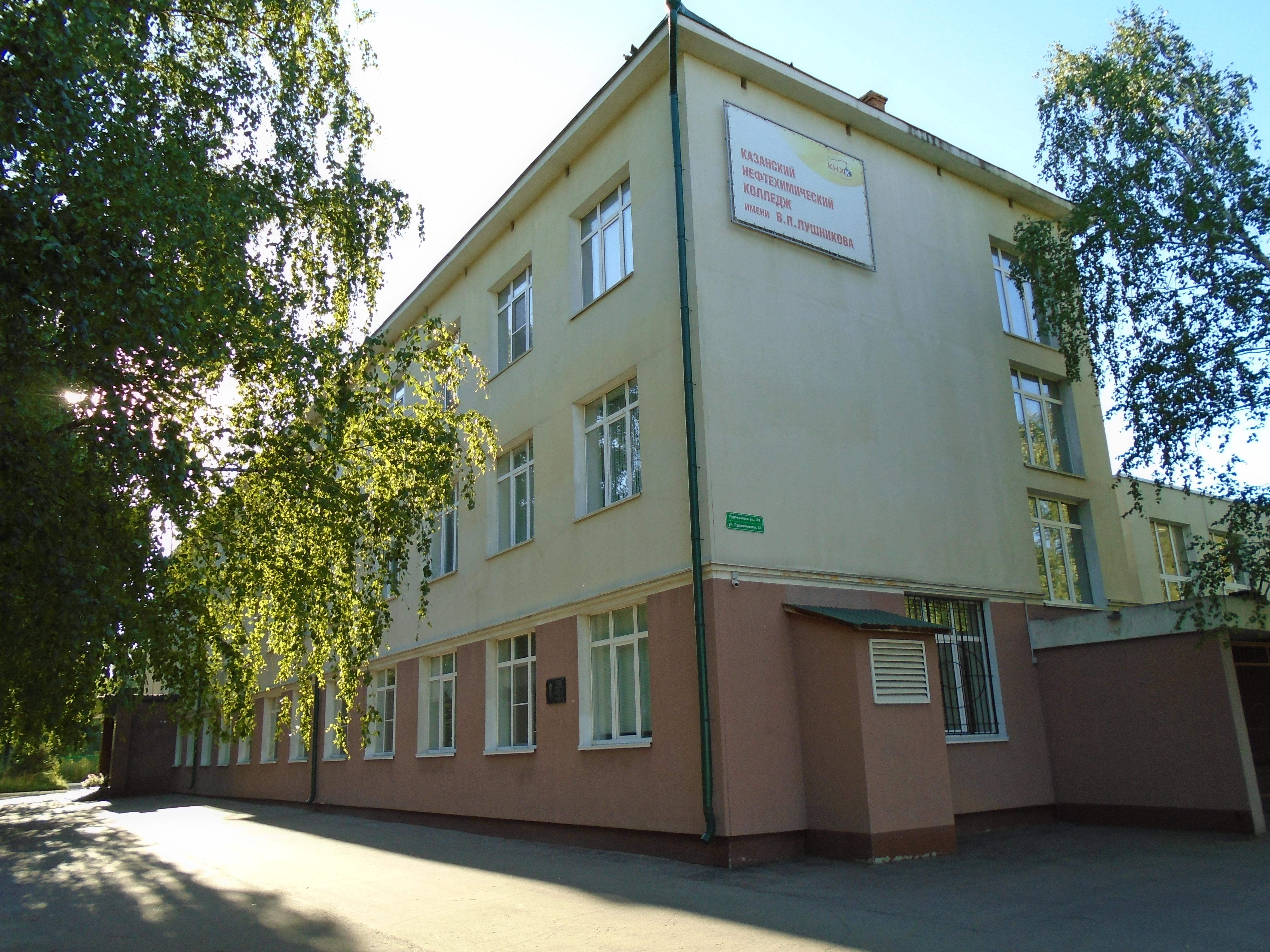
Здание КНХК

Владимир Петрович Лушников (1914—1985) — советский организатор химической промышленности, директор Казанского завода органического синтеза, Герой Социалистического Труда (1971).

## Биография
Родился 29 мая 1914 года в Казани в семье рабочего-железнодорожника.
В 1930 году по призыву партии Володя Лушников, будучи уже комсомольцем, был направлен в Пестречинский район Татарской АССР учителем начальной школы. Вскоре он стал директором этой школы. В 1932 году стал студентом Казанского химико-технологического института, окончив который в 1937 году, поступил на работу инженером на строящийся тогда Казанский завод киноплёнки (позже — завод им. В. В. Куйбышева, ныне — акционерное общество «Тасма»). Прошёл трудовой путь от сменного мастера и инженера-технолога до главного инженера, во время Великой Отечественной войны выпускал необходимые для авиационной разведки фотоматериалы, за что был награждён орденом Красной Звезды.
После войны Владимир Лушников занимался освоением новых изделий, в том числе цветных и рентгеновских плёнок, и за эту деятельность получил орден «Знак Почёта». В 1953 году он был переведён директором на Казанский фотожелатиновый завод (ныне «Полимерфото»). В августе 1958 года решением Татарского Совнархоза Лушников был назначен первым директором Казанского завода органического синтеза. В июне 1963 года на заводе была получена первая партия казанского фенола и ацетона, а в 1965 году был выпущен первый полиэтилен. За умелое руководство заводом в 1971 Лушников был награждён орденом Октябрьской Революции.
Возглавлял Владимир Петрович завод до 1982 года, но по состоянию здоровья был вынужден выйти на заслуженный отдых.
Умер в 1985 году. Ныне имя Владимира Петровича носит улица Лушникова в Московском районе Казани. А также имя Лушникова присвоено Казанскому нефтехимическому колледжу.

## Награды
- В 1971 году В. П. Лушникову было присвоено звание Героя Социалистического Труда с вручением ордена Ленина.
- Также был награждён орденами Трудового Красного Знамени, Красной Звезды, двумя орденами «Знак Почёта», медалями.

## Адреса
- Казань, улица Восстания, 56/18.[3]